# Psamético I
Uahibra Psametik o Psamético I (reinó entre 664 y 610 a. C.) fue el fundador y primer faraón de la XXVI dinastía, también denominada dinastía saíta a comienzos del denominado Periodo tardío de Egipto.

## Biografía

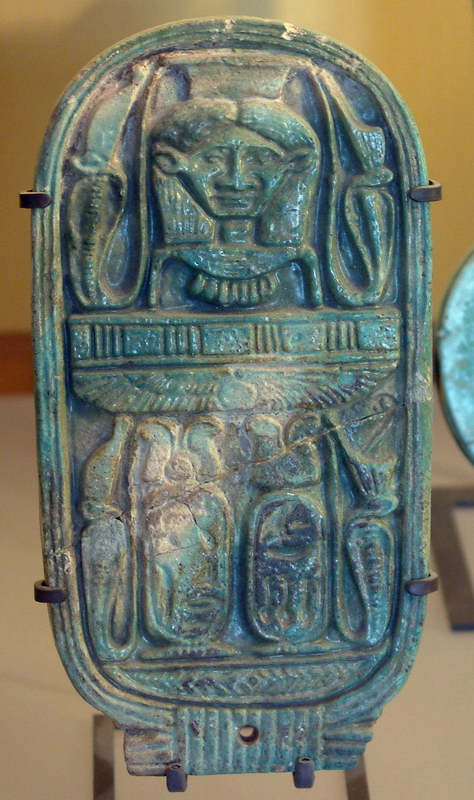
Placa con el nombre de Nitocris, hija de Psamético y de Divina Adoratriz de Amón.

El nombre por el cual se lo conoce, Psamético, deriva de la forma griega  "Psammétijos" (Ψαμμήτĭχος) usada por Heródoto y en los epítomes de Manetón (Sexto Julio Africano  y Eusebio de Cesarea). La forma egipcia atestiguada es Psamtek, que suele interpretarse como compañero u hombre de Methek (o Metjek), supuestamente una divinidad desconocida, o como vendedor de vino de Metjek, siendo esta última una ciudad no identificada. Dadas estas dificultades, se ha propuesto que sea la transcripción egipcia errónea de un nombre asirio. 
En los Anales asirios, Psamético es llamado Nebusjezibanni, aunque en un cilindro cuneiforme se menciona como Tushamilki del cual se dice que se rebeló contra Asurbanipal con la ayuda de Giges de Lidia..
Psamético I fue uno de los grandes faraones, consiguiendo la independencia respecto del Imperio asirio. Restauró la prosperidad del país en su largo reinado de 54 años y estableció buenas relaciones con los gobernantes helenos, alentando a muchos colonos griegos a establecerse en Egipto y servir como mercenarios en su ejército.
Se sabe, por textos cuneiformes, que el soberano asirio Esarhaddon designó veinte potentados locales para gobernar el territorio conquistado de Egipto; los cuales fueron confirmados por Asurbanipal. Necao I, era uno de ellos con sede en Sais. Después de su muerte, su hijo Psamético I , unificó Egipto liberándolo del control asirio. En los registros egipcios se dice que participó junto a babilonios y medos en la caída de Nínive en el 612 a C
Destruyó con éxito los últimos vestigios de poder de la dinastía Nubia sobre el Alto Egipto bajo Tenutamón y en este momento Tebas aceptó su autoridad. Después llevó adelante una vigorosa campaña contra los príncipes locales que se oponían a su poder.
En su año octavo de reinado, en 656 a. C., envió una poderosa flota naval a Tebas y obligó a la «divina adoratriz de Amón» a adoptar a su hija Nitocris como sucesora, quedando grabado en la llamada Estela de la adopción. Nitocris serviría en este cargo durante 70 años, desde el 656 a. C. hasta su muerte en el 586 a. C.
Una de las victorias sobre ciertos bandidos libios, en el año 10.º y 11.º de su reinado, se menciona en una estela del pueblo de Dajla, en el oasis del desierto occidental de Egipto.
Psamético I introdujo un transcendente cambio al promover la escritura demótica, más simple que la hierática, añadiéndose nuevos signos.

## Leyenda sobre el origen del lenguaje

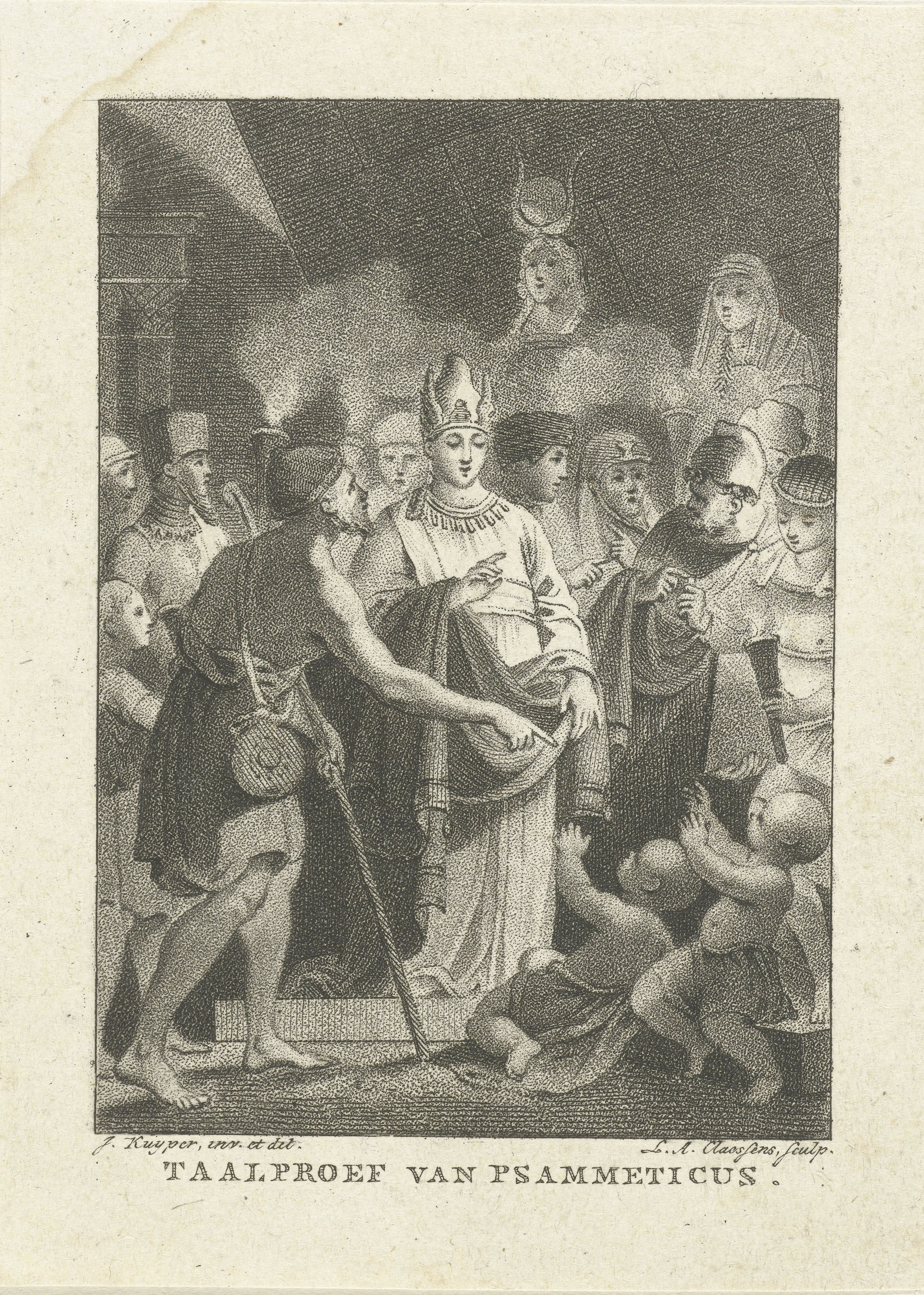
Leyenda sobre el origen del lenguaje.

El historiador griego Heródoto transmitió un relato acerca de Psamético en el segundo de los nueve volúmenes de su obra Historia.
Durante su viaje a Egipto, Heródoto oyó que el rey egipcio deseó descubrir la supuesta lengua original y para ello realizó un experimento. Dejó a dos niños recién nacidos a un pastor, con instrucciones de que nadie hablara con ellos, pero el pastor tendría que alimentarlos y escucharlos para tratar de comprobar cuáles eran sus primeras palabras.
La hipótesis de Psamético habría sido, según Heródoto, que los seres humanos tenían una lengua original y que la primera palabra que pronunciasen los niños sería en dicha supuesta lengua. Nuevamente según Heródoto, la primera palabra pronunciada fue bekos, que en idioma frigio significa ‘pan’, por lo que se concluyó que esta lengua anatolia debía ser la primera de la humanidad. Sin embargo, ya en la antigüedad Aristófanes y Apolonio de Rodas sospecharon que bekos era un sonido onomatopéyico que imitaba el balido de las cabras con las que se alimentaba a los niños.
El relato de Heródoto de los Doce Reyes y la ascensión de Psamético es dudoso. El laberinto, construido por un rey de la dinastía XII de Egipto, es atribuido por Heródoto a los XII Reyes.

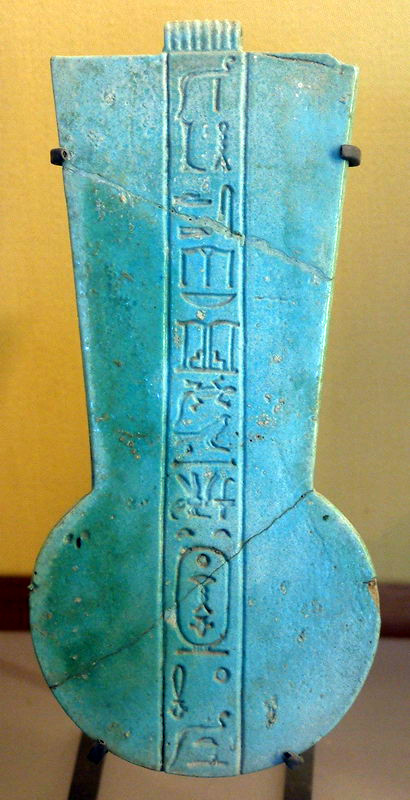
Placa conmemorando el Heb Sed de Psamético I. Museo del Louvre.

## Testimonios de su época
Psamético estableció una línea defensiva de fortalezas en las fronteras oriental y occidental del delta del Nilo (Arnold)
- Templo de Neit en Sais (Arnold)[4]
- Templo de Atum en Sais (Arnold)
- El segundo templo en Tell el-Balamun (Arnold)
- Edificio de columnas en Tanis (Arnold)
- Edificio del templo en Hermópolis Parva (Arnold)
- Bloques en Elefantina (Junge)
- Trabajos constructivos en El Kab (Petrie: El Kab)
- Bloque de Coptos (Lyon)
- Fragmento del sarcófago del rey (?) UC14743 (Museo Petrie)
- Placas de fayenza UC14840, UC40317 (Museo Petrie)
- Ushebti UC8960 (Museo Petrie)

## Titulatura
| Titulatura | Jeroglífico | Transliteración (transcripción) - traducción - (referencias) |

| G5 |

| G5 |

| aA · ib · Z1 |

| aA · ib · Z1 |

| aA · ib · Z1 |

| aA · ib · Z1 |

| G5 |

| G5 |

| aA · ib · Z1 |

| aA · ib · Z1 |

| aA · ib · Z1 |

| aA · ib · Z1 |

| G16 |

| G16 |

|  |

| G16 |

| G16 |

|  |

| G8 |

| G8 |

|  |

| G8 |

| G8 |

|  |

| N5 | V29 | ib |

| N5 | V29 | ib |

| N5 | V29 | ib |

| N5 | V29 | ib |

| N5 | V29 | ib |

| N5 | V29 | ib |

| N5 | V29 | ib |

| N5 | V29 | ib |

| N5 | V29 | ib |

| N5 | V29 | ib |

| N5 | V29 | ib |

| N5 | V29 | ib |

| N5 | V29 | ib |

| N5 | V29 | ib |

| N5 | V29 | ib |

| N5 | V29 | ib |

| p · O34 | m | T · V31 |

| p · O34 | m | T · V31 |

| p · O34 | m | T · V31 |

| p · O34 | m | T · V31 |

| p · O34 | m | T · V31 |

| p · O34 | m | T · V31 |

| p · O34 | m | T · V31 |

| p · O34 | m | T · V31 |

| p · O34 | m | T · V31 |

| p · O34 | m | T · V31 |

| p · O34 | m | T · V31 |

| p · O34 | m | T · V31 |

| p · O34 | m | T · V31 |

| p · O34 | m | T · V31 |

| p · O34 | m | T · V31 |

| p · O34 | m | T · V31 |